# Impatiens ligulata
Impatiens ligulata är en balsaminväxtart som beskrevs av Richard Henry Beddome. Impatiens ligulata ingår i släktet balsaminer, och familjen balsaminväxter. Inga underarter finns listade i Catalogue of Life.